# Primož Brezec
Primož Brezec (* 2. Oktober 1979 in Postojna, SR Slowenien) ist ein ehemaliger slowenischer Basketballspieler. Der 2,16 m große Centerspieler stand bei Mannschaften aus seinem Heimatland, aus den Vereinigten Staaten, Kanada, Italien, Russland, Zypern, Kuwait und Bahrain unter Vertrag.

## Werdegang
Bezec begann seine Karriere bei KK Kraški Zidar aus Sežana und wechselte 1998 zu Olimpija Ljubljana, wo er zweimal slowenischer Meister und dreimal Pokalsieger wurde. 2001 holten ihn die Indiana Pacers in die NBA. Er war der dritte Slowene nach Marko Milič und Radoslav Nesterović, dem der Sprung in die nordamerikanische Liga gelang. Mit seinem anschließenden Wechsel zu den Charlotte Bobcats wurde Brezec zum Stammspieler, was ihm den vierten Platz bei der Wahl des NBA Most Improved Player Awards jener Saison einbrachte. Zudem erzielte er die ersten Punkte der frisch gegründeten Mannschaft. In der Saison 2007/08 dann wechselte er innerhalb weniger Monate gleich zweimal den Verein: zuerst zu den Detroit Pistons und kurz darauf zu den Toronto Raptors, bei denen bereits sein Landsmann Radoslav Nesterovič unter Vertrag stand.
2008 verließ Brezec vorerst Nordamerika und unterschrieb bei Lottomatica Roma. In seiner letzten NBA-Spielzeit kam er erst für die Philadelphia 76ers zum Einsatz, die ihn im Februar 2010 im Rahmen eines Tauschhandels an die Milwaukee Bucks abgaben. Für Milwaukee bestritt der Slowene die letzten seiner insgesamt 346 NBA-Begegnungen. Seine erfolgreichste Zeit in der nordamerikanischen Liga erlebte Brezec in Charlotte und erreichte 2004/05 mit 13 Punkten und 7,4 Rebounds je Begegnung die besten Saisonmittelwerte seiner NBA-Jahre.
Ab 2010 spielte er in Russland, dann auf Zypern (2015 Landesmeister mit AEK Larnaka) sowie in Kuwait und Bahrain.

### Nationalmannschaft
Mit der slowenischen Nationalmannschaft nahm er an den Europameisterschaften 2003, 2005 und 2009 sowie den Weltmeisterschaften 2006 und 2010 teil. Er kam auf insgesamt 49 Länderspieleinsätze, in denen er 961 Punkte erzielte.

## Sonstiges
Im September 2017 wurde er Talentspäher bei der NBA-Mannschaft Cleveland Cavaliers.